# 실베짱이
실베짱이는 여치과의 초식곤충이다. 어른벌레는 꽃의 잎이나 꽃가루, 풀잎을 먹고 애벌레는 식물의 씨를 먹으며 번데기 과정없이 탈피로 자라는 불완전변태곤충이다. 암컷은 낫모양의 산란관을 갖고 있으며 풀잎속에 알을 낳는다. 천적으로는 실베짱이의 애벌레를 마취시켜서 애벌레의 먹이로 삼는 조롱박벌, 여치, 사마귀 등이 있다.